# Hyalosticta
Hyalosticta is een geslacht van vlinders van de familie snuitmotten (Pyralidae), uit de onderfamilie Chrysauginae.

## Soorten
- H. aestivalis Druce, 1902
- H. naparimalis Kaye, 1924
- H. obliqualis Hampson, 1897